# Kernen Omloop Echt-Susteren
De Kernen Omloop Echt-Susteren was een eendaagse wielerwedstrijd in de gemeente Echt-Susteren, Limburg, Nederland.

## Algemeen
De wedstrijd werd in 2008 voor het eerst georganiseerd als amateurkoers. Vanaf 2010 maakte de wedstrijd deel uit van de UCI Europe Tour in de categorie 1.2. In 2017 werd de laatste editie verreden.

## Lijst van winnaars

### Overwinningen per land
| Overwinningen | Land               |
| ------------- | ------------------ |
| 6             | Nederland          |
| 2             | Duitsland          |
| 1             | Letland, Noorwegen |

2005 · 
2006 · 
2007 · 
2008 · 
2009 · 
2010 · 
2011 · 
2012 · 
2013 · 
2014 · 
2015 · 
2016 · 
2017 ·
2018 ·
2019 ·
2020 ·
2021 ·
2022 ·
2023 ·
2024 ·
2025
Belangrijkste etappewedstrijden

Internationaal Wegcriterium · Driedaagse Brugge-De Panne · Ronde van de Alpen · Vierdaagse van Duinkerke · Ronde van Beieren · Ronde van Noorwegen · Ronde van België · Ronde van Luxemburg · Ronde van Oostenrijk · Ronde van Wallonië · Ronde van Burgos · Ronde van Denemarken · Arctic Race of Norway · Ronde van Groot-Brittannië
Belangrijkste eendaagse wedstrijden

Trofeo Laigueglia · GP Lugano · GP Nobili Rubinetterie · Dwars door Vlaanderen · Scheldeprijs · Brabantse Pijl · GP Kanton Aargau · Brussels Cycling Classic · GP Fourmies · Primus Classic Impanis-Van Petegem · Ronde van de Drie Valleien · Milaan-Turijn · Ronde van Piemonte · Ronde van het Münsterland · Ronde van Emilia · Parijs-Tours · GP Bruno Beghelli